# Eichler-systeem
Het Eichler-systeem is de naam voor een indeling van het plantenrijk, die in 1883 gepubliceerd werd door de Duitse botanicus August Wilhelm Eichler (1839-1887). De indeling is gebaseerd op vorm en functie van de voortplantingsorganen.
In de weergave van Oudemans bestaat het uit de volgende hoofdgroepen:
- A. Cryptogamae
  - afdeeling I. Thallophyta
    - klasse I. Algae (algen)
    - klasse II. Fungi (schimmels)
    -  klasse III. Lichenes (korstmossen)

  - afdeeling II. Bryophyta (mossen s.l.)
    - klasse I. Hepaticae (levermossen, incl. hauwmossen)
    -  klasse II. Musci (bladmossen, mossen s.s.)

  -  afdeeling III. Pteridophyta (varens s.l.)
    - klasse I. Equisetinae (paardestaarten)
    - klasse II. Lycopodinae (wolfsklauwen)
    -  klasse III. Filicinae (varens s.s.)
- B. Phanerogamae (zaadplanten)
  - afdeeling I. Gymnospermae (naaktzadigen)
  -  afdeeling II. Angiospermae (bedektzadigen)
    - klasse I. Monocotyleae (monocotylen)
    -  klasse II. Dicotyleae (dicotylen)
      - groep I. Choripetalae
      -  groep II. Sympetalae

De Schoolflora van Nederland van Heukels was in 1883 als eerste Nederlandse flora gebaseerd op dit systeem. In 1934 werd in de Heukels het Eichlersysteem vervangen door het Wettsteinsysteem, waardoor voortaan de tweezaadlobbigen vóór de eenzaadlobbigen kwamen te staan (totdat de 23ste druk dit weer omdraaide). De concurrerende Heimans, Heinsius en Thijsse's geïllustreerde flora van Nederland volgde het Eichlersysteem tot de jaren zeventig van de 20e eeuw.